# Цумеб
Цумеб (англ. Tsumeb, нім. Tsumeb, гереро: Okavisume, нама : Kaitsumeb) — місто в Намібії.

## Географія
Рудне місто Цумеб розташований на півночі Намібії, за 400 кілометрах на північ від столиці країни Віндгука. Разом з містами Отаві і Грутфонтейн, Цумеб лежить у так званому «трикутнику Отаві», високорозвиненому сільськогосподарському районі в горах Отаві з високим рівнем опадів (у Цумебі — близько 550 мм). До серпня 2008 року Цумеб був адміністративним центром намібійської області Ошикото.

## Історія
Назва міста Цумеб походить від бушменського слова tsomsoub, що означає копати в землі велику дірку. Першими мешканцями району нинішнього Цумеба були бушмени, що відкрили в горах Отаві родовища міді, та навчилися виплавляти з руди метал і налагодили торгівлю ним з жившими північніше племенами овамбо.
У першій половині XIX століття в гірський район Отаві були організовані європейцями кілька експедицій з тим, щоб розвідати шлях і можливості промислового видобутку міді. Втім, ці спроби закінчилися невдачею. Лише в 1893 році англійська Компанія Південно-Західної Африки отримала право від колоніальної влади Німецької Південно-Західної Африки на розробку тут мідних родовищ, а наприкінці 1900 року перша партія видобутої руди у візках була відправлена в Свакопмунд (і звідти до Європи).
Багатство виявлених родовищ, що давали не тільки мідь, але і свинець, цинк і до 200 інших рідкісних мінералів, потребувало будівництва залізниці від селища рудовидобувачів Цумеб до Свакопмунда. Будівництво цієї залізниці, на яку як робочу силу насильно зганяли місцеві гереро і овамбо, а також відчуження під будівництво земель місцевих племен, викликало в 1904 році повстання гереро. Тим не менш, в 1906 році залізниця була побудована. В 1907 році в Цумебі був проведений водопровід.
Під час Першої світової війни на північ колонії відступали загони німецьких колоніальних військ, а в Цумеб втік останній німецький губернатор Німецької Південно-Західної Африки. До кінця 1914 року міста Цумеб, Грутфонтейн і Кораб, утримувані німцями, оточили до 60 тисяч південноафриканських солдатів. Після запеклих боїв 9 липня 1915 року німецьке командування підписало акт про капітуляцію, однак перед цим німці втопили в озері Очикото величезну кількість своїх озброєння. Лише після закінчення вже Другої світової війни аквалангістам-любителям вдалося підняти частина з цієї зброї; нині вона зберігається в Міському музеї Цумеба.
В даний час, і особливо після здобуття Намібією незалежності, значна частина гірничодобувних і металургійних підприємств Цумеба переживають кризу.

## Уродженці
- Мохаммед Усеб (* 1974) — намібійський футболіст.

## Міста-побратими
- Честерфілд, Велика Британія
- Ельверум, Норвегія
- Текумсе, Канада
- Ланьчжоу, Китай
- Гверу, Зімбабве

| Намібія | Це незавершена стаття з географії Намібії. Ви можете допомогти проєкту, виправивши або дописавши її. |